# Bellancourt
Bellancourt é uma comuna francesa na região administrativa de Altos da França, no departamento de Somme. Estende-se por uma área de 5,98 km². Em 2010 a comuna tinha 521 habitantes (densidade: 87,1 hab./km²).